# Kanton Sotteville-lès-Rouen-Est
Kanton Sotteville-lès-Rouen-Est is een voormalig kanton van het Franse departement Seine-Maritime. Kanton Sotteville-lès-Rouen-Est maakte deel uit van het arrondissement Rouen en telde 26.920 inwoners (1999). Het werd opgeheven bij decreet van 27 februari 2014 met uitwerking in maart 2015.

## Gemeenten
Het kanton Sotteville-lès-Rouen-Est omvatte de volgende gemeenten:
- Saint-Étienne-du-Rouvray (deels)
- Sotteville-lès-Rouen (deels, hoofdplaats)